# Jujyfruits

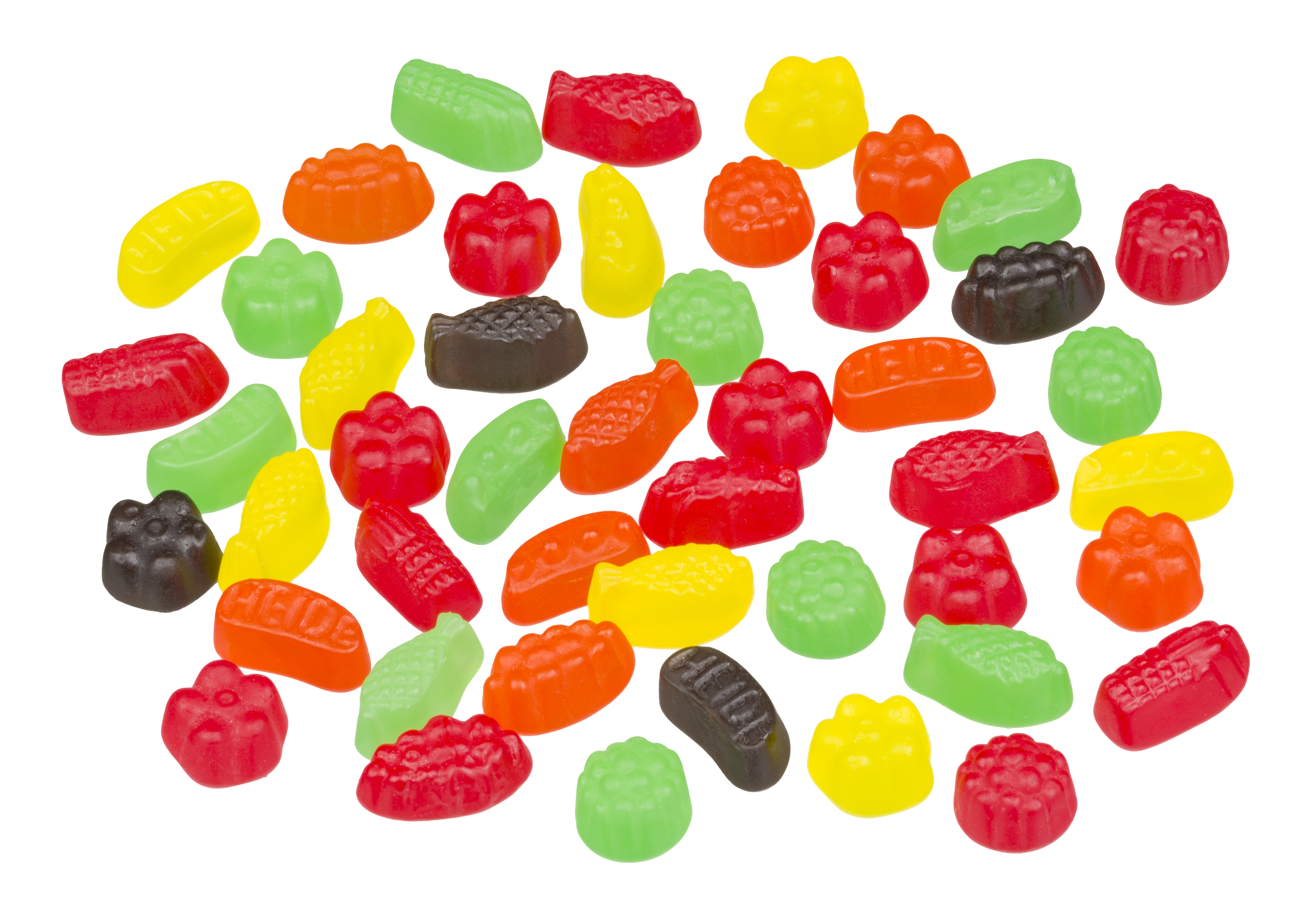
Des Jujyfruits

Les Jujyfruits ou Fruits de la Jujie sont une sorte de bonbons gélifiés et difficiles à mâcher, en forme de botte d'asperge, de banane, de grappe de raisins, de cosse de petit pois, d'ananas, de framboise, ou de tomate. Les saveurs, qui correspondent aux couleurs des bonbons, sont la framboise rouge, la réglisse noire, le citron vert (précédemment la menthe), l'orange, et le citron jaune.
Richard W. Hartel et Anna Kate Hartel les décrit comme «essentiellement des sirops sucrés épais, gluants, colorés et aromatisés, enrobés dans un réseau confectionné en amidon gélatinisé.» En particulier, les Jujyfruits sont confectionnés avec de l'amidon de maïs, contrairement à ses proches cousines, les Jujubes, qui sont fabriquées à partir de fécule de pomme de terre, et sont fumées plus longtemps et étant donc plus durs. La dureté des Jujyfruits est due à leur faible teneur en eau. Comme les Jujubes, les Jujyfruits sont malfamés pour arracher les plombages et les couronnes aux dents,.

## Histoire
Les Jujyfruits ont été créés en 1920 par les entreprises de bonbons de Germano-Américain Henry Heidi. Après Heide a été vendu à Hershey's, il a été vendu encore aux entreprises de bonbons de Farley et de Sathers; et aujourd'hui les Jujyfruits sont vendus par l'entreprise de bonbons Ferrara aux États-Unis, par exemple aux concessions de cinémas,.
En 1965, la Cour d'appel des États-Unis pour le septième circuit a jugé que l'utilisation de la marque des Fruits de Ju Ju («Fruits Ju Jus») en rapport avec la vente des bonbons gélifiés par l'entreprise de George Ziegler a enfreint les droits de la marque déposée des Fruits de la Jujie. En 1994, l'épisode «L'Inverse» («The Opposite») de Seinfeld a transformé les Jujyfruits en véritable icône. Dans cet épisode, le petit-ami d'Elaine l'a plaquée parce que lorsqu'elle a entendu qu'il était dans l'hôpital, elle a acheté une boite de Jujyfruits plutôt du voir immédiatement,.